# Бучикань
Бучикань, Бучикані (рум. Bucicani) — село у повіті Долж в Румунії. Входить до складу комуни Предешть.
Село розташоване на відстані 201 км на захід від Бухареста, 20 км на захід від Крайови.

## Населення
За даними перепису населення 2002 року у селі проживали 7 осіб, усі — румуни. Усі жителі села рідною мовою назвали румунську.